# Taiwan sotto il dominio giapponese
Nella storia di Taiwan, per dominio giapponese o periodo coloniale giapponese s'intende il periodo fra il 1895 ed il 1945 durante il quale Taiwan fu una colonia giapponese. L'espansione a Taiwan fu parte della generale politica di espansione verso sud del Giappone durante la fine del XIX secolo.
Poiché Taiwan fu la prima colonia d'oltremare del Giappone, le intenzioni giapponesi erano di trasformare l'isola in una "colonia modello" unica nel suo genere. Come risultato, fu fatto un grande sforzo per migliorare l'economia, l'industria e le opere pubbliche dell'isola, come pure per cambiare la sua cultura.
I relativi fallimenti del governo del Kuomintang immediatamente dopo la seconda guerra mondiale produssero un certo grado di nostalgia tra le generazioni più anziane dei Taiwanesi che avevano sperimentato entrambi i governi. Questo ha influenzato, in una certa misura, questioni quali l'identità nazionale, l'identità etnica ed il movimento d'indipendenza di Taiwan.

## Storia

### Antefatto
Il Giappone aveva cercato di espandere il suo controllo imperiale su Taiwan (nota in Giappone come Takasago Koku (高砂国, "Nazione delle montagne") fin dal 1592, quando Toyotomi Hideyoshi intraprese una politica di espansione oltremare e di estensione dell'influenza giapponese verso sud. Vari tentativi di invadere Taiwan non ebbero successo, principalmente a causa delle malattie e della resistenza armata degli aborigeni dell'isola. Nel 1609, lo shogunato Tokugawa inviò Harunobu Arima in una missione esplorativa dell'isola. Nel 1616, Murayama Toan guidò un'infruttuosa invasione dell'isola.
Nel novembre 1871, sessantanove persone a bordo di un battello proveniente dal Regno di Ryūkyū furono costrette dai forti venti a sbarcare vicino alla punta meridionale di Taiwan. Sull'isola, nei pressi del villaggio di Mudan, ebbero uno scontro con gli aborigeni locali della tribù Paiwan, durante il quale molti di loro furono catturati e uccisi (incidente di Mudan). Nell'ottobre 1872, il Giappone chiese un risarcimento alla dinastia Qing della Cina, sostenendo che il Regno delle Ryūkyū faceva parte del Giappone. Nel maggio 1873, diplomatici giapponesi arrivarono a Pechino e avanzarono le loro rivendicazioni, ma il governo Qing respinse immediatamente le richieste giapponesi con la motivazione che il Regno delle Ryūkyū a quel tempo era uno Stato indipendente e non aveva niente a che fare con il Giappone. I Giapponesi rifiutarono di partire e chiesero se il governo cinese avrebbe punito quei "barbari a Taiwan".
Le autorità Qing spiegarono che c'erano due tipi di aborigeni a Taiwan: quelli governati direttamente dai Qing, e quelli non civilizzati, "rozzi barbari... fuori della portata della cultura cinese. Così non possono essere governati direttamente". Essi accennarono indirettamente al fatto che gli stranieri che viaggiavano in quelle aree abitate da indigeni dovevano usare cautela. Al fine di evitare equivoci che potessero mettere in dubbio l'interesse cinese per Taiwan, la dinastia Qing ribadì con fermezza ai Giapponesi che Taiwan rientrava definitivamente nella giurisdizione Qing, anche se parte della popolazione aborigena di quell'isola non era ancora sotto l'influenza della cultura cinese. I Qing richiamarono anche l'attenzione su casi simili in tutto il mondo, in cui una popolazione aborigena all'interno di confini nazionali non era ancora completamente soggiogata dalla cultura dominante di quel paese.
Nondimeno, nell'aprile 1874 i Giapponesi lanciarono una spedizione punitiva contro gli aborigeni Paiwan con una forza di 3.000 soldati. Nel maggio successivo, la dinastia Qing cominciò ad inviare truppe per rinforzare l'isola. Verso la fine dell'anno, il governo del Giappone decise di ritirare le sue forze dopo essersi reso conto di non essere ancora pronto per una guerra contro la Cina.
Durante gli scontri, il numero delle vittime tra i Paiwan fu circa di 30, e quello tra i Giapponesi di 543 (12 soldati giapponesi furono uccisi in battaglia e 531 dalle malattie).

### Cessione di Taiwan (1895)

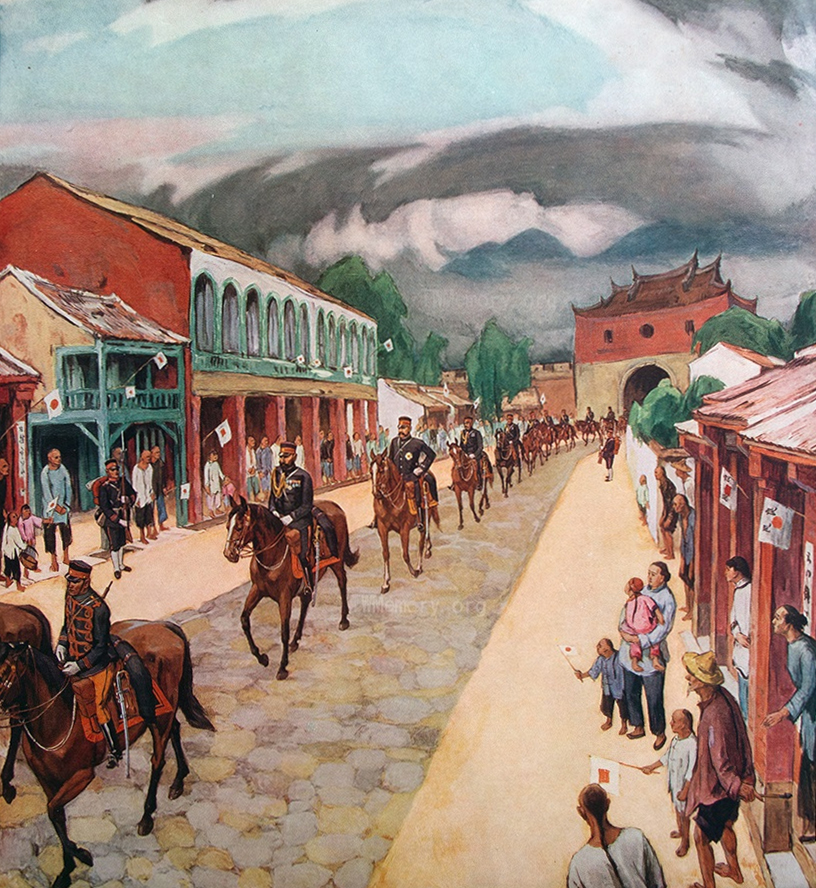
Soldati giapponesi entrano nella città di Taipei nel 1895 dopo il Trattato di Shimonoseki.

Verso gli anni 1890, circa il 45% di Taiwan era soggetto alla normale amministrazione cinese, mentre le rimanenti regioni dell'interno, scarsamente popolate, erano sotto il controllo aborigeno. Nel 1894 scoppiò la Prima guerra sino-giapponese fra la Cina della dinastia Qing e l'Impero del Giappone in seguito ad una disputa sulla sovranità della Corea. Dopo la sua sconfitta, la Cina cedette le isole di Taiwan e delle Penghu al Giappone con il Trattato di Shimonoseki, firmato il 17 aprile 1895. Secondo le condizioni del trattato, Taiwan, le Penghu e le regioni fra 119˚E-120˚E e 13˚N-14˚N dovevano essere cedute in perpetuità al Giappone. Entrambi i governi dovevano inviare immediatamente rappresentanti a Taiwan dopo la firma per iniziare il processo di transizione, che doveva essere completato in non più di due mesi. Poiché Taiwan era ceduta per trattato, il periodo che seguì è definito da alcuni come il "periodo coloniale", mentre altri che si concentrano sul fatto che esso fu il culmine di una guerra lo definiscono il "periodo di occupazione". La cerimonia di cessione ebbe luogo a bordo di un vascello giapponese perché i delegati cinesi temevano rappresaglie dai residenti di Taiwan.
Malgrado la durezza delle condizioni imposte dai Giapponesi, si dice che il principale statista della Cina dei Qing, Li Hongzhang, abbia scelleratamente cercato di placare l'imperatrice madre Cixi dicendo: "Gli uccelli non cantano e i fiori non sono fragranti sull'isola di Taiwan. Gli uomini e le donne non hanno moralità e neanche passioni." La perdita di Taiwan sarebbe diventata un punto di unione per il movimento nazionalista cinese negli anni a venire. Arrivando a Taiwan, il nuovo governo coloniale giapponese diede agli abitanti due anni per scegliere se accettare il loro nuovo status di sudditi giapponesi, o lasciare Taiwan.

### Primi anni (1895-1915)

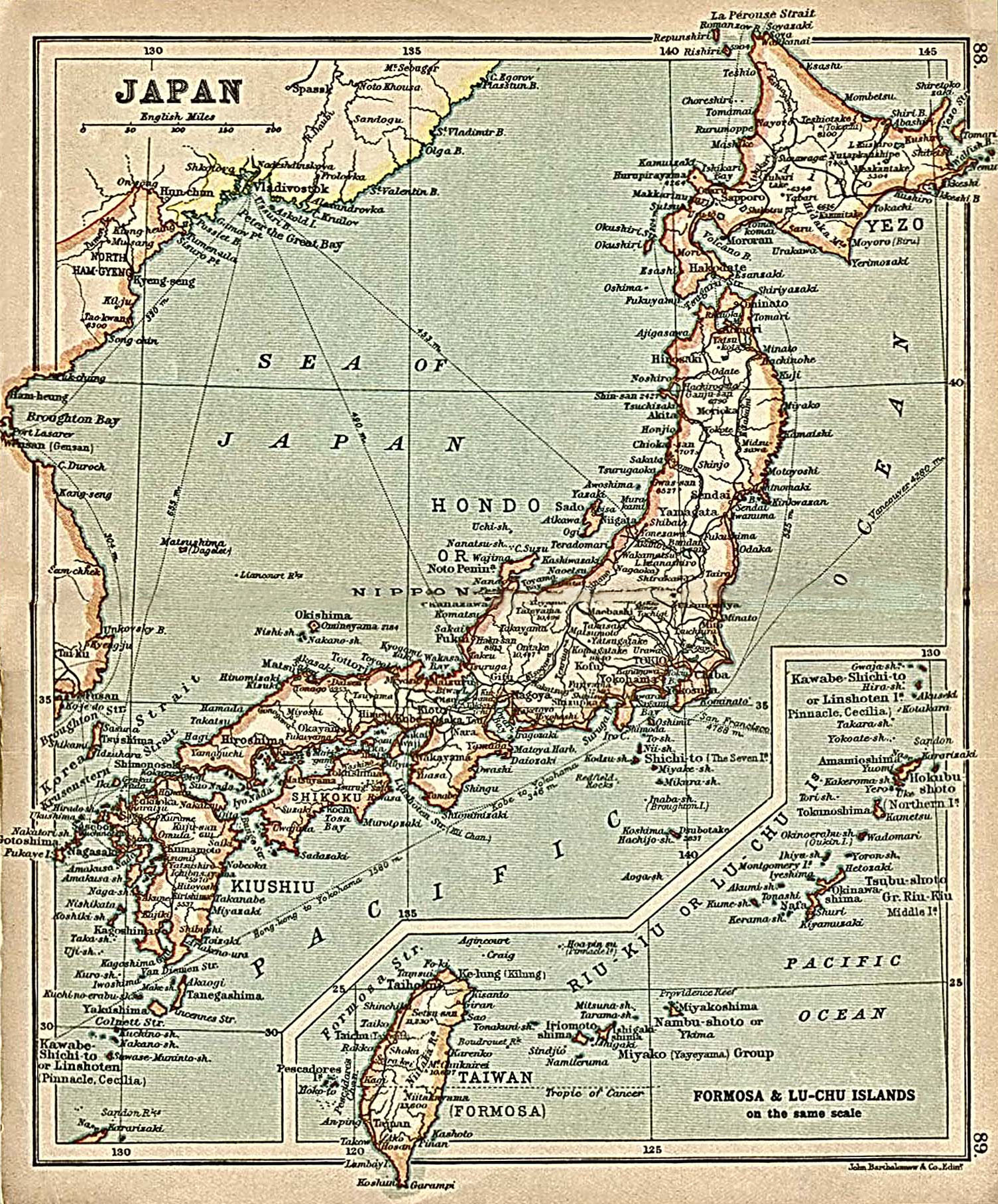
Una carta del 1911 del Giappone, compresa Taiwan.

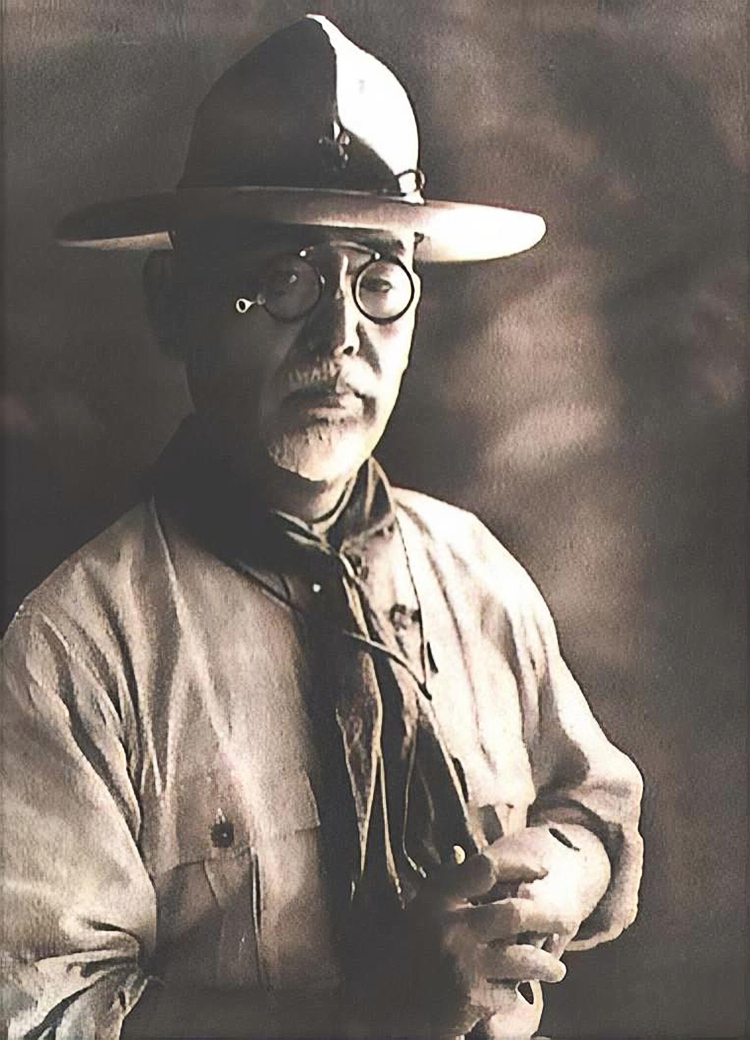
Gotō Shinpei, Capo degli Affari interni, 1896-1918.

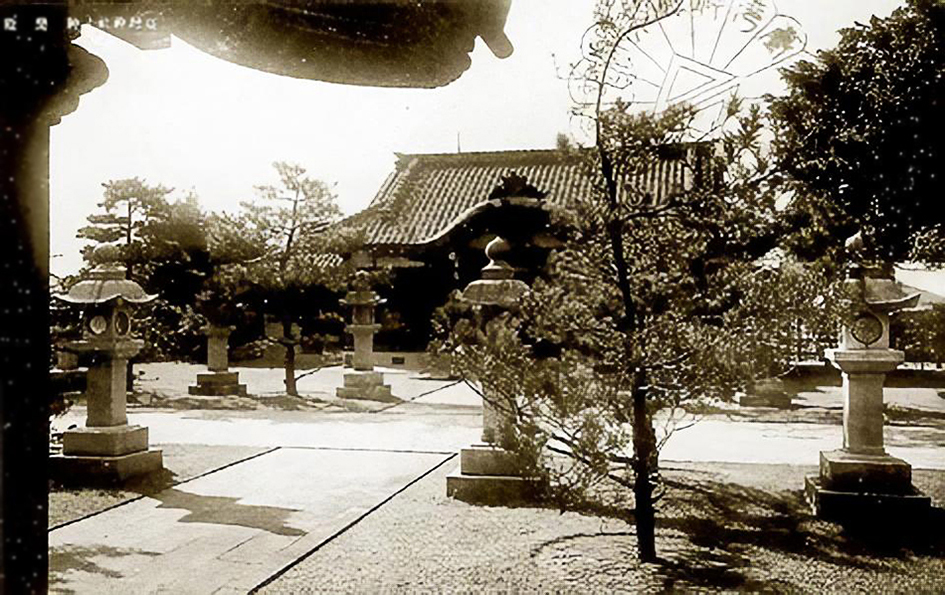
Grande Santuario di Taiwan, un santuario shintoista costruito a Taipei (allora Taihoku) nel 1901.

I "primi anni" dell'amministrazione giapponese a Taiwan fanno riferimento tipicamente al periodo fra il primo sbarco delle forze giapponesi nel maggio 1895 e l'incidente di Tapani del 1915, che segnò il culmine della resistenza armata. Durante tale periodo, infatti, la resistenza della popolazione taiwanese al dominio giapponese fu alta, ed il mondo dubitava che una nazione non occidentale come il Giappone potesse governare efficacemente una sua colonia. Anche in Giappone vi erano dubbi su questa iniziativa: nel 1897 in una sessione della Dieta Nazionale si discusse se vendere Taiwan alla Francia. Durante quegli anni, la carica di Governatore generale di Taiwan era tenuta da un generale militare, in quanto l'enfasi era sulla repressione dell'insurrezione.
Nel 1898, il governo Meiji del Giappone nominò il conte Kodama Gentarō come quarto Governatore generale, con l'abile politico civile Gotō Shinpei come suo Capo degli Affari interni, fissando quell'approccio del "bastone e della carota" verso il governamento di Taiwan che sarebbe continuato per parecchi anni. Ciò segnò l'inizio di un governo coloniale (formalmente noto come l'Ufficio del Governatore generale) dominato dai Giapponesi, ma soggetto alla legge giapponese.
L'approccio del Giappone nel governare Taiwan si poteva dividere grosso modo in due visioni. La prima, sostenuta da Gotō, riteneva che, da una prospettiva biologica, i nativi non potessero essere completamente assimilati. Pertanto, il Giappone avrebbe dovuto seguire l'approccio britannico, e Taiwan non sarebbe mai stata governata esattamente allo stesso modo delle Isole Nazionali, ma sarebbe stata governata in base ad un'intera serie di nuove leggi. Il punto di vista opposto era sostenuto dal futuro primo ministro Hara Takashi, che credeva che i Taiwanesi ed i Coreani fossero abbastanza simili ai Giapponesi da poter essere completamente assorbiti nella società giapponese, ed era perciò favorevole ad usare sulle colonie gli stessi approcci legali e governativi utilizzati nelle Isole Nazionali.
La politica coloniale verso Taiwan seguì perlopiù l'approccio difeso da Gotō durante il suo mandato come Capo degli Affari interni fra il marzo 1898 ed il novembre 1906, e questo approccio continuò ad essere in vigore finché Hara Takashi divenne Primo ministro nel 1918. Durante questo periodo, il governo coloniale fu autorizzato ad approvare leggi ed editti speciali, detenendo nel contempo il completo potere esecutivo, legislativo e militare. Con questi poteri assoluti, il governo coloniale si mosse per mantenere la stabilità sociale, mentre reprimeva il dissenso.

### Dōka: "Integrazione" (1915-1937)

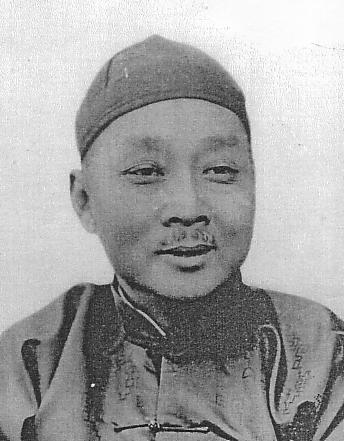
Xie Jishi, Ministro degli esteri dell'Impero manciù

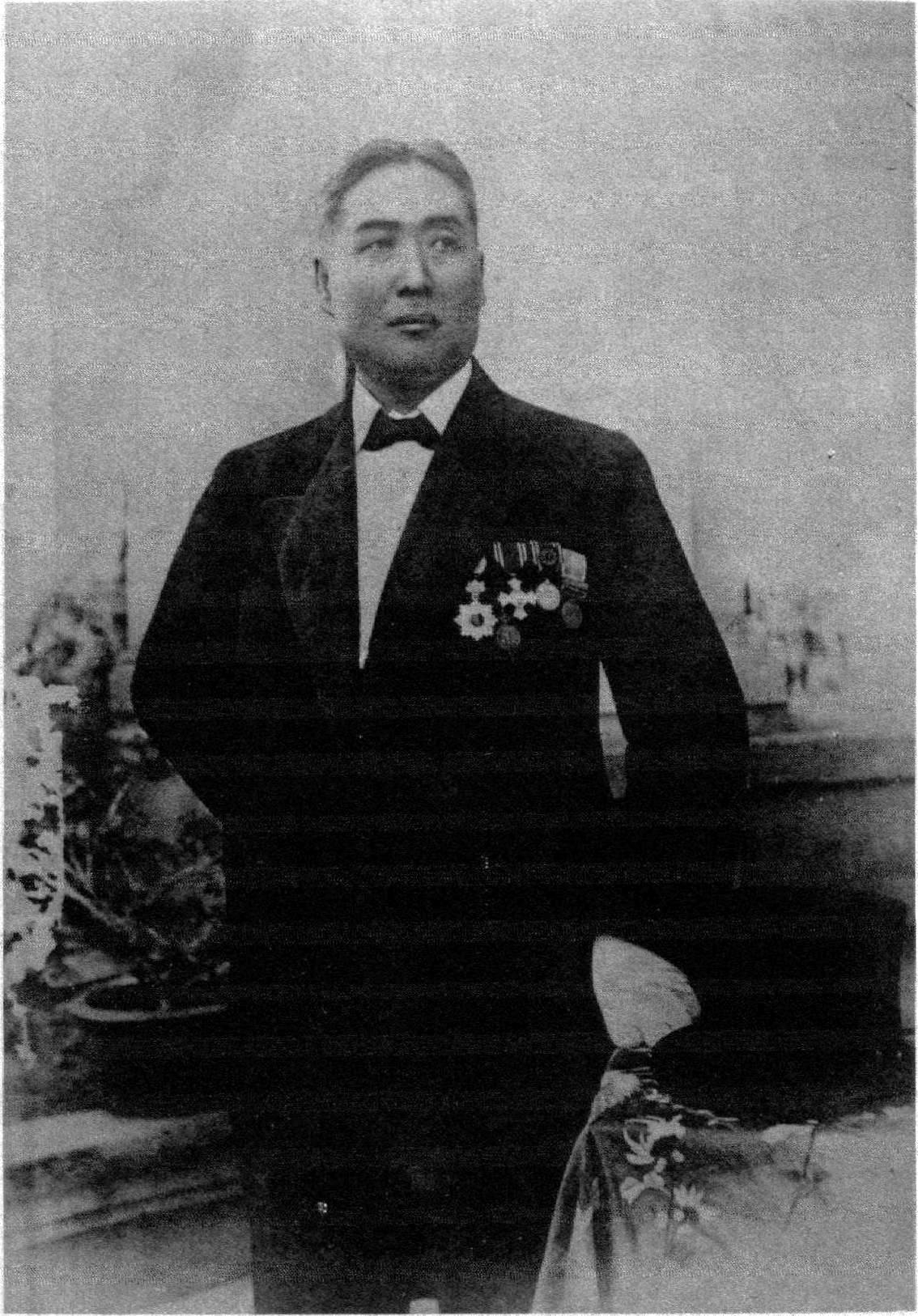
Koo Hsien-jung, membro della Camera dei Pari

Il secondo periodo del dominio giapponese è classificato generalmente tra l'incidente di Tapani della fine del 1915 e l'incidente del ponte di Marco Polo del 1937, che diede inizio al coinvolgimento del Giappone in quella che sarebbe diventata la seconda guerra mondiale. Gli eventi mondiali durante questo periodo, come la prima guerra mondiale, avrebbero alterato drasticamente la percezione del colonialismo nel mondo occidentale, e dato origine a crescenti ondate di nazionalismo tra i nativi coloniali, come pure alle idee di autodeterminazione. Come risultato, i governi coloniali in tutto il mondo incominciarono a fare maggiori concessioni ai nativi, e il governamento coloniale fu gradualmente liberalizzato. Xie Jishi divenne il primo Ministro degli esteri mancese.
Durante questo periodo il clima politico stava subendo cambiamenti anche in Giappone. A metà degli anni 1910 il governo giapponese si era gradualmente democratizzato in quello che è noto come periodo Taishō (1912-1925), nel quale il potere fu concentrato nella camera bassa eletta della Dieta Imperiale, il cui elettorato entro il 1925 si era allargato per includere tutti i maschi adulti. Nel 1919, Den Kenjirō fu nominato primo Governatore generale di Taiwan. Anteriormente alla sua partenza per Taiwan, egli conferì con il primo ministro Hara Takashi ed entrambi gli uomini concordarono di perseguire una politica di "Dōka" (同化, Tónghùa in pinyin, letteralmente "assimilazione"), dove Taiwan sarebbe stata considerata come un'estensione delle Isole Nazionali, ed i Taiwanesi sarebbero stati educati a capire il loro ruolo e le loro responsabilità come sudditi giapponesi. La nuova politica fu annunciata formalmente nell'ottobre 1919.
Questa politica fu continuata dal governo coloniale per i successivi 20 anni. Nel processo, fu istituito un governo locale, nonché un comitato consultivo eletto che includeva locali (sebbene con un ruolo strettamente consultivo), ed un sistema scolastico pubblico. Fu proibita la bastonatura come sanzione penale, mentre fu premiato l'uso della lingua giapponese. La nuova politica contrastava nettamente con l'approccio delle "mani libere" tenuto dalle precedenti amministrazioni verso gli affari locali, dove le uniche preoccupazioni del governo erano "ferrovie, vaccinazioni e acqua corrente".
I Taiwanesi ebbero anche seggi nella Camera dei Pari. Koo Hsien-jung fu nominato dall'Imperatore nel 1934.
In risposta alle richieste sempre più pressanti dell'opinione pubblica taiwanese, fu introdotto un regime più democratico, istituendo le assemblee locali nel 1935.

### Kōminka: "Sudditi dell'Imperatore" (1937-1945)

Una carta dell'Impero giapponese, 1º settembre 1939. Le date mostrate indicano l'anno approssimativo in cui il Giappone ottenne il controllo dei territori evidenziati.

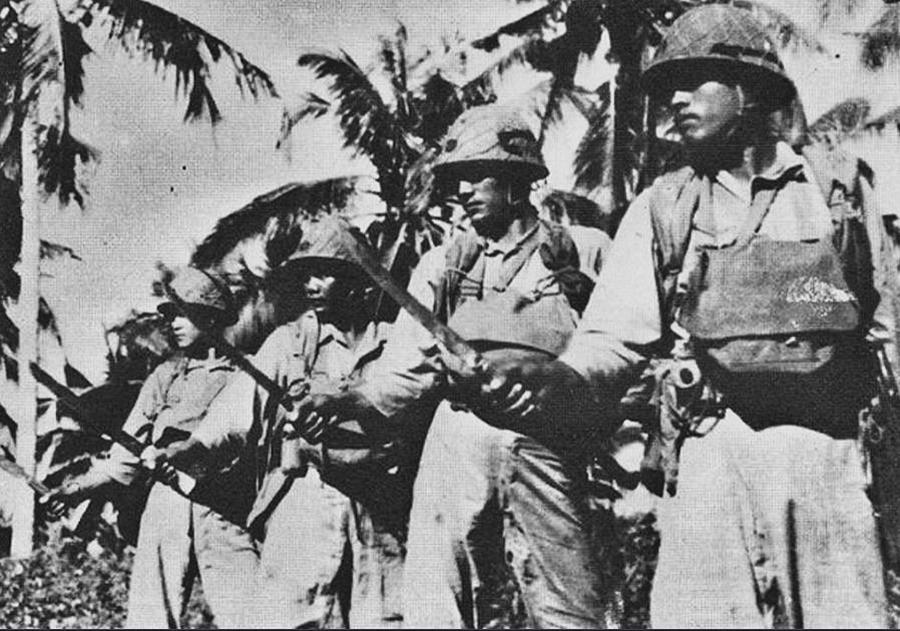
Volontari di Takasago.

Il periodo finale del dominio giapponese a Taiwan incominciò con l'esplosione della Seconda guerra sino-giapponese nel 1937 e terminò insieme alla seconda guerra mondiale nel 1945. Con l'ascesa del militarismo in Giappone tra la metà e la fine degli anni 1930, la carica di Governatore generale fu detenuta nuovamente da ufficiali militari, ed il Giappone cercò di utilizzare le risorse e le materie prime di Taiwan nello sforzo bellico. La collaborazione dei taiwanesi era essenziale, in vista di una loro assimilazione nella società. Come risultato, i primi movimenti sociali furono banditi ed il governo coloniale dedicò tutti i suoi sforzi al "movimento Kōminka" (皇民化運動, Kōminka undō), volto a giapponesizzare completamente la società taiwanese. Fra il 1936 ed il 1940, il movimento Kōminka cercò di costruire lo "spirito giapponese" (大和魂, Yamatodamashī) e l'identità giapponese tra la popolazione, mentre gli anni successivi dal 1941 al 1945 si concentrarono sull'incoraggiamento ai Taiwanesi a partecipare allo sforzo bellico.
Come parte del movimento, il governo coloniale cominciò ad incoraggiare fortemente i locali a parlare la lingua giapponese, ad indossare abbigliamento giapponese, a vivere in case di stile giapponese e a convertirsi allo shintoismo. Nel 1940, furono approvate leggi che favorivano l'adozione di nomi giapponesi. Con l'espansione della Guerra del Pacifico, il governo cominciò anche ad incoraggiare i Taiwanesi ad offrirsi volontari per l'Esercito e la Marina imperiali giapponesi nel 1942, ed infine ordinò una chiamata alle armi su scala generale nel 1945. Nel frattempo, furono emanate leggi per concedere ai nativi l'accesso alla Dieta giapponese, che teoricamente alla fine avrebbe dato il diritto ad uno di loro in futuro di diventare il primo ministro del Giappone.
In conseguenza della guerra, Taiwan subì molte perdite compresi giovani taiwanesi uccisi mentre prestavano servizio nelle forze armate giapponesi, nonché gravi ripercussioni economiche dalle incursioni dei bombardamenti alleati. Verso la fine della guerra, nel 1945, il prodotto industriale e agricolo era sceso ben al di sotto dei livelli prebellici, con quello agricolo ridotto al 49% dei livelli del 1937 e quello industriale diminuito del 33%. La produzione di carbone scese da 200.000 tonnellate a 15.000 tonnellate e la produzione elettrica calò da 320 kilowatt a 30 kilowatt. Donne autoctone taiwanesi, al pari di quelle di etnia Han, furono reclutate anche come "donne di conforto" durante la guerra.

## Ufficio del Governatore generale

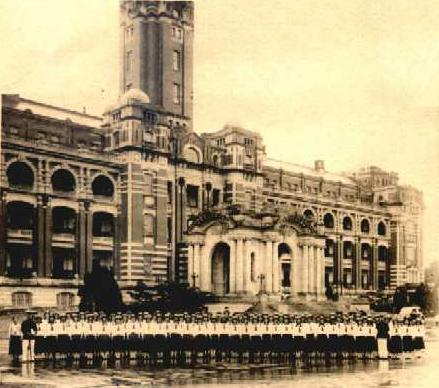
Ragazze delle scuole superiori in piedi di fronte all'Ufficio del Governatore generale nel 1937.

Come suprema autorità coloniale a Taiwan durante il periodo del dominio giapponese, l'Ufficio del Governatore generale di Taiwan era diretto da un Governatore generale nominato da Tokyo. Il potere era fortemente centralizzato, in quanto il Governatore generale esercitava il supremo potere esecutivo, legislativo e giudiziario, rendendo il governo a tutti gli effetti una dittatura.

### Sviluppo
Nella sua incarnazione iniziale, il governo coloniale era composto da tre uffici: Affari interni, Esercito e Marina. L'Ufficio degli Affari interni era ulteriormente diviso in quattro uffici: Affari interni, Agricoltura, Finanze ed Istruzione. Gli uffici dell'Esercito e della Marina furono fusi per formare un unico Ufficio degli Affari militari nel 1896. In seguito a riforme nel 1898, 1901 e 1919 l'Ufficio degli Affari interni acquisì altri tre uffici: Affari generali, Giudiziario e Comunicazioni. Questa configurazione sarebbe continuata fino alla fine del domino coloniale.

### Governatori generali
Durante tutto il periodo del dominio giapponese, l'Ufficio del Governatore generale rimase di fatto l'autorità centrale a Taiwan. Il ruolo della burocrazia centrale o locale si riduceva essenzialmente alla formulazione e allo sviluppo della politica governativa.
Nei 50 anni di dominio giapponese dal 1895 al 1945, Tokyo inviò diciannove Governatori generali a Taiwan. In media, un Governatore generale prestava servizio per circa 2,5 anni. L'intero periodo coloniale può essere ulteriormente suddiviso in tre periodi sulla base dei precedenti del Governatore generale: il primo periodo militare, il periodo civile e il tardo periodo militare.
I Governatori generali del primo periodo militare inclusero Kabayama Sukenori, Katsura Tarō, Nogi Maresuke, Kodama Gentarō, Sakuma Samata, Andō Sadami e Akashi Motojirō. Due dei Governatori generali ante 1919, Nogi Maresuke e Kodama Gentarō, sarebbero divenuti famosi nella Guerra russo-giapponese. È generalmente riconosciuto che Andō Sadami e Akashi Motojirō fecero il massimo per gli interessi taiwanesi durante i loro mandati, con Akashi Motojirō che chiese realmente nel suo testamento di essere sepolto a Taiwan, come poi di fatto accadde.
Il periodo civile ebbe luogo grosso modo nella stessa epoca della democrazia Taishō in Giappone; i Governatori generali di questo periodo furono perlopiù nominati dalla Dieta giapponese ed inclusero Den Kenjirō, Uchida Kakichi, Takio Izawa, Kamiyama Mitsunoshin, Takeji Kawamura, Eizō Ishizuka, Masahiro Ōta, Hiroshi Minami e Kenzō Nakagawa. Durante i loro mandati, il governo coloniale dedicò la maggior parte delle sue risorse allo sviluppo economico e sociale piuttosto che alla repressione militare.
I Governatori generali del tardo periodo militare si concentrarono principalmente nel sostegno allo sforzo bellico giapponese ed inclusero Seizō Kobayashi, Kiyoshi Hasegawa e Rikichi Andō.

### Capo degli Affari interni
Formalmente noto come il Direttore dell'Ufficio degli Affari interni, il Capo degli Affari interni (總務長官) era il principale esecutore della politica coloniale a Taiwan, ed il secondo individuo più potente nel governo coloniale.

## Geografia antropica

### Suddivisioni amministrative

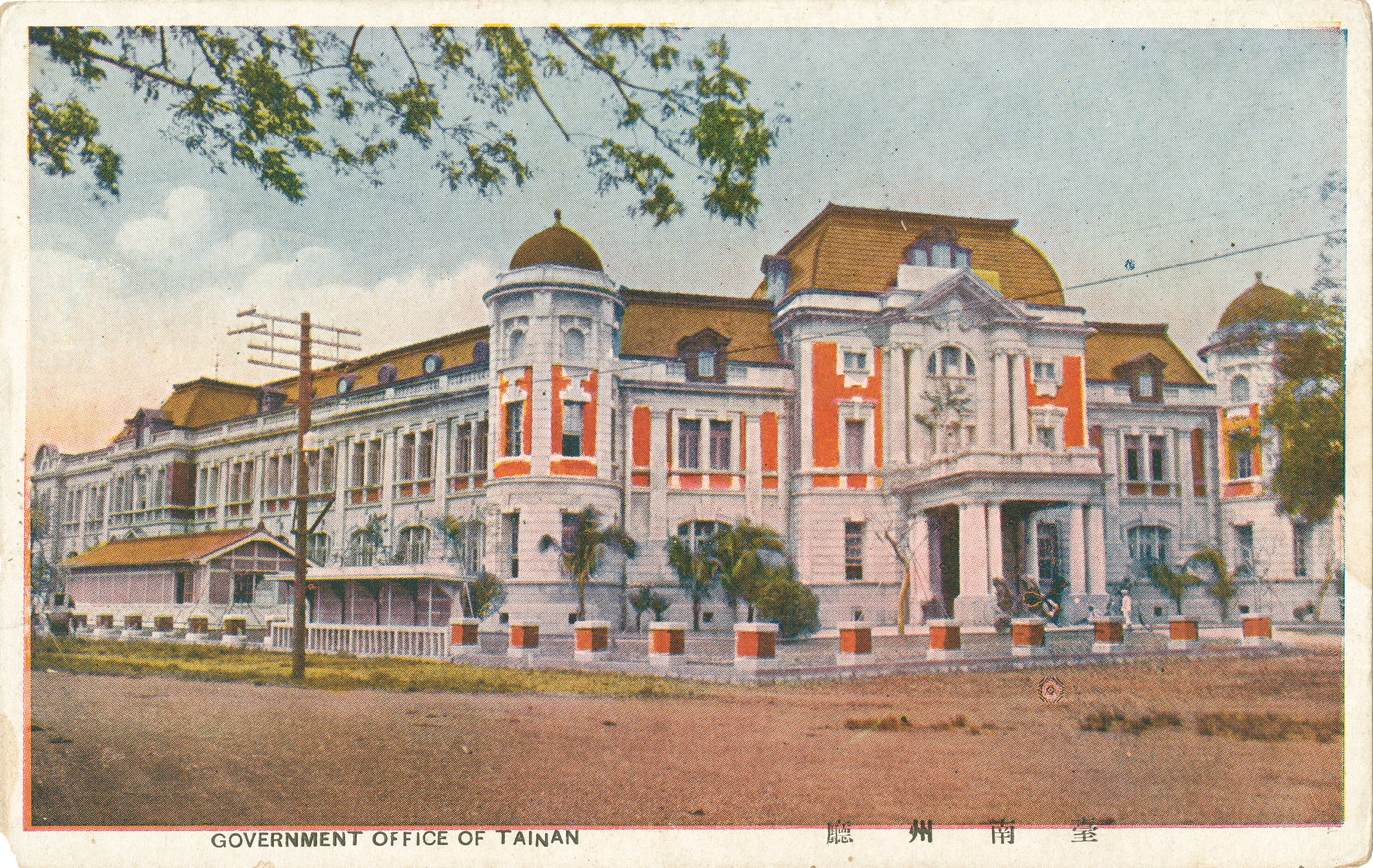
Edificio del governo della Prefettura di Tainan.

Oltre al Governatore generale e al Capo degli Affari interni, l'Ufficio del Governatore generale era una struttura strettamente gerarchica, che comprendeva i dipartimenti dell'esecuzione della legge, dell'agricoltura, delle finanze, dell'educazione, dell'attività mineraria, degli affari esteri e degli affari giudiziari. Altri organi governativi comprendevano i tribunali, le case di correzione, gli orfanotrofi, le accademie di polizia, i trasporti, l'auotirà portuale, l'ufficio dei monopoli, le scuole di ogni ordine, una stazione di ricerca agricola e forestale, e l'Università Imperiale di Taihoku (oggi Università Nazionale di Taiwan).
Amministrativamente, Taiwan era divisa in prefetture per il governo locale. Nel 1926, le prefetture erano:
| Nome in Rōmaji | Nome in Kanji | Distretto moderno                                                                      | Area (km²) |
| -------------- | ------------- | -------------------------------------------------------------------------------------- | ---------- |
| Taihoku        | 臺北州        | Città di Taipei, Contea di Taipei, Contea di Yilan, Città di Keelung                   | 428,7      |
| Shinchiku      | 新竹州        | Città di Hsinchu, Contea di Hsinchu, Contea di Taoyuan, Contea di Miaoli               | 4.570,0    |
| Taichū         | 臺中州        | Città di Taichung, Contea di Taichung, Contea di Chuanghua, Contea di Nantou           | 7.382,9    |
| Tainan         | 臺南州        | Città di Tainan, Contea di Tainan, Città di Chiayi, Contea di Chiayi, Contea di Yunlin | 4.292,4    |
| Takao          | 高雄州        | Città di Kaohsiung, Contea di Kaohisung, Contea di Pintung                             | 5.421,5    |
| Taitō          | 臺東廳        | Contea di Taitung                                                                      | 5.721,9    |
| Karenkō        | 花蓮港廳      | Contea di Hualien                                                                      | 3.515,3    |
| Hōko           | 澎湖廳        | Contea di Penghu                                                                       | 4.628,6    |

## Resistenza armata
La maggior parte della resistenza armata contro il dominio giapponese ebbe luogo durante i primi 20 anni di dominio coloniale. Questo periodo di resistenza è suddiviso di solito in tre stadi: la difesa della Repubblica di Formosa; la guerriglia in seguito al crollo della Repubblica; ed uno stadio finale tra la sollevazione di Beipu del 1907 e l'incidente di Tapani del 1915. Successivamente, la resistenza armata fu sostituita principalmente da forme pacifiche di attivismo culturale e politico, con la notevole eccezione dell'incidente di Wushe del 1930 che portò al massacro del popolo della tribù Atayal.

### Repubblica di Formosa

La bandiera della Repubblica di Formosa, 1895.

La decisione del governo cinese dei Qing di cedere Taiwan al Giappone con il Trattato di Shimonoseki causò un enorme scalpore a Taiwan. Il 25 maggio 1895, un gruppo di ufficiali e di notabili locali favorevoli ai Qing dichiararono l'indipendenza dalla Cina, proclamando una nuova Repubblica di Taiwan (o Repubblica di Formosa) con l'obiettivo di mantenere Taiwan sotto il dominio Qing, scegliendo poi il governatore Qing Tang Ching-sung come loro riluttante presidente. Le forze giapponesi sbarcarono a Keelung il 29 maggio, prendendo la città il 3 giugno. Il presidente Tang ed il suo vice presidente Chiu Feng-jia fuggirono dall'isola alla volta della Cina continentale il giorno successivo. alla fine di giugno, i rimanenti sostenitori della nuova Repubblica si radunarono a Tainan, scegliendo Liu Yung-fu come secondo presidente. Dopo alcune schermaglie fra le forze giapponesi e quelle repubblicane, i Giapponesi conquistarono Tainan alla fine di ottobre. Poco dopo, il presidente Liu fuggì anch'egli da Taiwan per la Cina continentale portando a termine la storia di 184 giorni della Repubblica.

### Guerriglie
In seguito al crollo della Repubblica di Formosa, il Governatore generale giapponese Kabayama Sukenori riferì a Tokyo che "l'isola è resa sicura", e passò ad iniziare l'incarico di amministrazione. Tuttavia, a dicembre una serie di sollevazioni anti-giapponesi avvennero nel nord di Taiwan, e sarebbero continuate ad avvenire grosso modo al ritmo di una al mese. Entro il 1902, tuttavia, la maggior parte dell'attività anti-giapponese tra la popolazione di etnia cinese si era placata. Nel corso del periodo, 14.000 Taiwanesi, ovvero lo 0,5% della popolazione, erano stati uccisi. Taiwan sarebbe rimasta relativamente calma fino alla sollevazione di Beipu nel 1907. La ragione dei cinque anni di calma è generalmente attribuita alla duplice politica del governo coloniale che accanto ad un'attiva repressione aveva avviato un vasto programma di opere pubbliche. Di fronte a questo approccio del bastone e della carota, la maggior parte dei locali scelsero di osservare e di aspettare.

### Incidente di Tapani

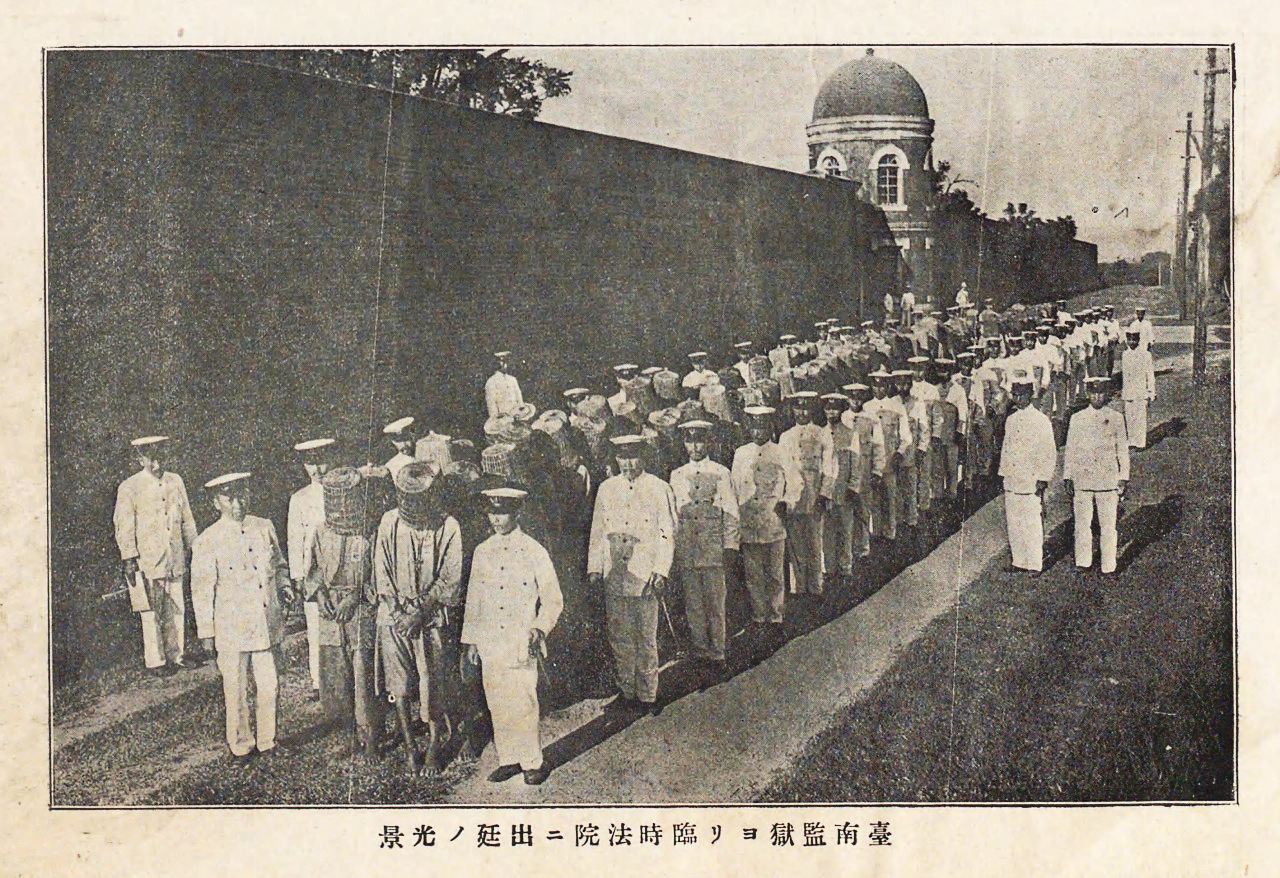
Insorgenti catturati durante l'incidente di Tapani, 1915.

Il terzo ed ultimo stadio della resistenza armata iniziò con la sollevazione di Beipu nel 1907. Fra quest'ultima e l'incidente di Tapani del 1915 vi furono tredici sollevazioni armate minori ed in molti casi, i cospiratori furono scoperti e arrestati addirittura prima che le sollevazioni pianificate potessero avere luogo. Delle tredici sollevazioni, undici avvennero dopo la Rivoluzione Xinhai in Cina, alla quale quattro erano direttamente legate. I cospiratori in quattro delle sollevazioni chiedevano la riunificazione con la Cina, mentre in sei progettavano di insediarsi come governanti indipendenti di Taiwan ed in una non riuscivano a decidere quale fine perseguire. Gli obiettivi dei cospiratori nelle due sollevazioni rimanenti non sono chiari. Si pensa che l'aumento delle sollevazioni che chiedevano l'indipendenza piuttosto che la riunificazione fosse il risultato del crollo del governo della dinastia Qing in Cina, che privava i locali della figura dell'imperatore o del governo con il quale erano originariamente abituati ad identificarsi.

### Incidente di Wushe
Forse la più famosa di tutte le sollevazioni anti-giapponesi è l'incidente di Wushue, che avvenne nella regione in massima parte aborigena di Musha (霧社, pinyin: Wushe) nella Prefettura di Taichū (collocata nell'odierna Contea di Nantou). Il 27 ottobre 1930, in seguito all'escalation di un incidente in cui un ufficiale di polizia giapponese aveva insultato un uomo di una tribù, oltre 300 aborigeni Atayal sotto il comando del capo Mono Rudao attaccarono i residenti giapponesi nell'area. Nella violenza che ne seguì, 134 cittadini giapponesi e due Taiwanesi di etnia Han furono feriti, e 215 cittadini giapponesi feriti. Molte delle vittime stavano assistendo ad un festival di atletica presso la Scuola elementare di Musyaji. In risposta, il governo coloniale impose un giro di vite militare. Nei due mesi che seguirono, la maggior parte degli insorgenti furono uccisi o si suicidarono, unitamente ai membri delle loro famiglie o delle loro tribù. Vari membri del governo si dimisero a causa dell'incidente, che si rivelò essere la più violenta delle sollevazioni durante il dominio giapponese.

## Sviluppo economico ed educativo

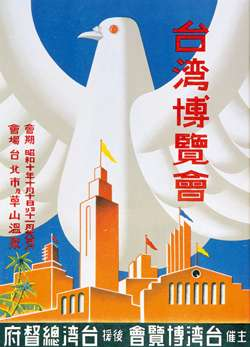
Manifesto per l'Esposizione di Taiwan del 1935.

Una delle caratteristiche più notevoli del dominio giapponese a Taiwan fu la natura del cambiamento sociale, imposto dall'alto verso il basso. Infatti, sebbene l'attivismo locale abbia certamente giocato un ruolo, la maggior parte dei cambiamenti sociali, economici e culturali durante questo periodo furono guidati dai tecnocrati del governo coloniale. Con quest'ultimo come principale forza propulsiva, nonché con i nuovi immigranti dalle Isole Nazionali giapponesi, la società taiwanese era nettamente divisa fra i dominatori e i dominati.
Sotto il costante controllo del governo coloniale, a parte alcuni piccoli incidenti durante i primi anni del dominio giapponese, la società taiwanese rimase in massima parte molto stabile. Mentre le tattiche della repressione usata dal governo coloniale erano spesso molto pesanti, i locali che cooperavano con le politiche economiche ed educative del Governatore generale vedevano un significativo miglioramento nel loro tenore di vita. Come risultato, la popolazione ed i tenori di vita di Taiwan durante i 50 anni di dominio giapponese mostrarono una significativa crescita.

### Economia
L'economia di Taiwan durante il dominio giapponese fu, per la maggior parte, una normale economia coloniale. Vale a dire, le risorse umane e naturali di Taiwan furono usate per favorire lo sviluppo del Giappone, una politica che incominciò sotto il Governatore generale Kodama e raggiunse il suo picco nel 1943, nel mezzo della seconda guerra mondiale. Nel 1900 - 1920, l'economia di Taiwan fu dominata dall'industria dello zucchero, mentre nel 1920 - 1930 il riso fu la principale esportazione. Durante questi due periodi, la politica economica primaria del governo coloniale fu "l'industria per il Giappone, l'agricoltura per Taiwan". Dopo il 1930, a causa delle esigenze di guerra il governo coloniale incominciò a perseguire una politica di industrializzazione. Sotto il settimo governatore, Akashi Motojiro, una vasta palude nel centro di Taiwan fu trasformata in un'enorme diga allo scopo di costruire una centrale idroelettrica per l'industrializzazione. La diga e la sua area circostante, oggi largamente nota come Lago Riyue (Nichigetsutan o "Lago Sole Luna"), sono diventate un'attrazione imperdibile per i turisti stranieri che visitano Taiwan.
Sebbene l'interesse principale di ciascuno di questi periodi fosse diverso, lo scopo primario durante tutto quanto il tempo fu di accrescere la produttività di Taiwan per soddisfare la domanda interna del Giappone, scopo che fu felicemente raggiunto. Come parte di questo processo, fra i Taiwanesi furono introdotti nuove idee, concetti e valori; inoltre, furono attuati parecchi progetti di opere pubbliche, quali ferrovie, pubblica istruzione e telecomunicazioni. Via via che l'economia crebbe, la società si stabilizzò, la politica fu gradualmente liberalizzata e il sostegno popolare al governo coloniale cominciò ad aumentare. Taiwan così servì come vetrina per la propaganda del Giappone sugli sforzi coloniali in tutta l'Asia, come si vide durante l'Esposizione di Taiwan del 1935.

### Fisco

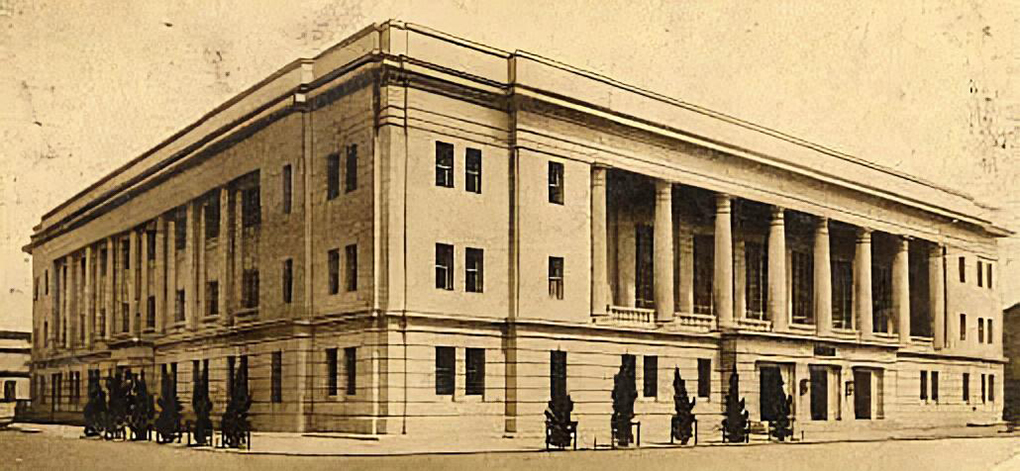
La Banca di Taiwan, fondata nel 1897, aveva la sede centrale a Taipei, allora nota come Taihoku.

Poco dopo la cessione di Taiwan al governo giapponese nel settembre del 1895, una banca di Osaka aprì un piccolo ufficio a Kiro (Keelung). Verso il giugno dell'anno successivo il Governatore generale aveva concesso l'autorizzazione alla banca per istituire il primo sistema bancario di tipo occidentale a Taiwan.
Nel marzo del 1897, la Dieta giapponese approvò la "Legge bancaria di Taiwan", fondando la Banca di Taiwan, che iniziò le operazioni nel 1899. In aggiunta i normali compiti bancari, la banca sarebbe stata anche responsabile per la stampa della valuta usata a Taiwan durante tutta la dominazione giapponese.
Per mantenere la stabilità fiscale, il governo coloniale concesse l'autorizzazione ad operare a varie altre banche, cooperative di credito e altre organizzazioni finanziarie che aiutarono a tenere l'inflazione sotto controllo.

### Istruzione obbligatoria
Come parte della strategia complessiva del governo coloniale per tenere sotto controllo il movimento anti-giapponese, la pubblica istruzione divenne un importante meccanismo per facilitare sia il controllo che il dialogo interculturale. Mentre gli istituti di istruzione secondaria erano per la maggior parte riservati ai cittadini giapponesi, l'impatto dell'istruzione primaria obbligatoria sui Taiwanesi fu immenso.
Il 14 luglio 1895, Isawa Shūji fu nominato primo ministro dell'istruzione, e propose che il governo coloniale attuasse una politica di istruzione primaria obbligatoria per i bambini (una politica che non era stata attuata neanche in Giappone all'epoca). Il governo coloniale istituì ala prima scuola primaria di tipo occidentale a Taipei (l'attuale Scuola Elementare di Shilin) come esperimento. Soddisfatto dei risultati, il governo ordinò nel 1896 l'istituzione di quattordici scuole di lingue, che furono più tardi promosse al rango di scuole pubbliche. Vi erano però dei limiti: durante questo periodo, le scuole erano segregate per etnia. Le kōgakkō (公學校, scuole pubbliche) erano istituite per i bambini taiwanesi, mentre le shōgakkō (小學校, scuole elementari) erano limitate ai bambini dei cittadini giapponesi. Furono anche istituite scuole per aborigeni nelle aree aborigene. Furono inoltre fissati criteri per la selezione degli insegnanti, e furono fondate varie scuole di addestramento per insegnanti come la Scuola Normale di Taihoku. Furono altresì costituiti istituti di istruzione universitaria, come l'Università Imperiale di Taihoku, ma l'accesso era limitato primariamente ai cittadini giapponesi. L'enfasi per i locali era posta sulla formazione professionale, per aiutare ad aumentare la produttività.
Il sistema educativo fu infine smantellato nel marzo 1941, quando tutte le scuole (eccetto alcune scuole aborigene) furono riclassificate come kokumin gakkō (國民學校, scuole nazionali), aperte a tutti gli studenti indipendentemente dall'etnia. L'istruzione era obbligatoria per i bambini di età compresa fra gli otto e i quattordici anni. Le materie insegnate comprendevano etica (修身, shūshin), composizione (作文, sakubun), lettura (讀書, dokusho), scrittura (習字, shūji), matematica (算術, sanjutsu), canto (唱歌, shōka) ed educazione fisica (體操, taisō).
Verso il 1944, c'erano 944 scuole primarie a Taiwan con tassi d'iscrizione totali del 71,3% per i bambini taiwanesi, dell'86,4% per i bambini aborigeni e del 99,6% per i bambini giapponesi a Taiwan. Come risultato, i tassi d'iscrizione alla scuola primaria a Taiwan erano tra i più alti dell'Asia, secondi solo allo stesso Giappone.

### Popolazione
Come parte dell'enfasi posta sul controllo governativo, il governo coloniale effettuò dettagliati censimenti di Taiwan ogni cinque anni a partire dal 1905. Le statistiche mostrarono un tasso di crescita della popolazione tra lo 0,988 e il 2,835% all'anno per tutto il dominio giapponese. Nel 1905, infatti, la popolazione di Taiwan era grosso modo di 3,03 milioni; verso il 1940 era cresciuta a 5,87 milioni, e verso la fine della seconda guerra mondiale nel 1946 ammontava a 6,09 milioni.

## Sviluppi dei trasporti

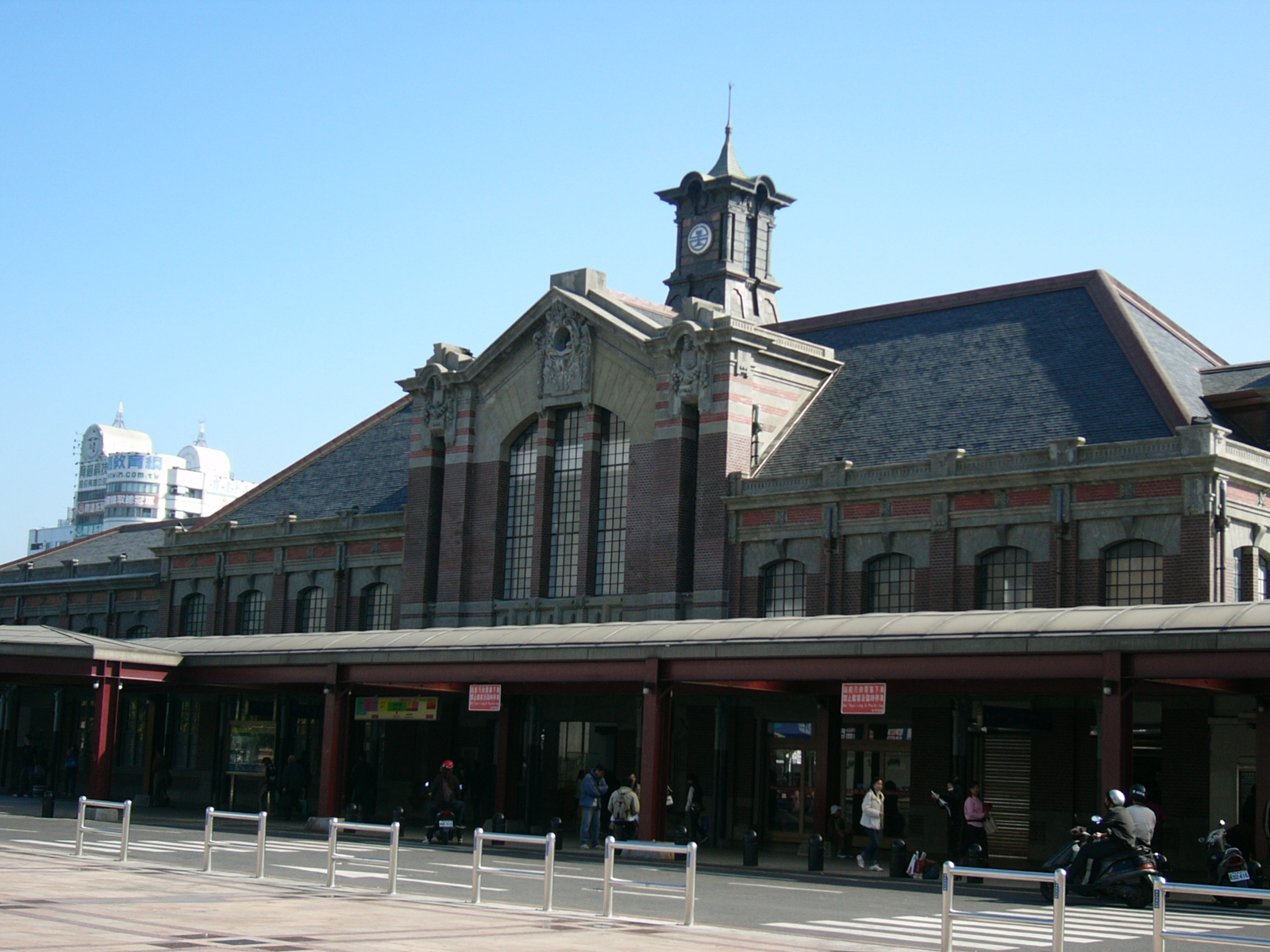
L'odierna Stazione di Taichung, costruita originalmente nel 1917 come Taichū Eki (臺中驛).

L'Ufficio del Governatore generale mise grande enfasi anche nella modernizzazione dei sistemi di trasporto di Taiwan, specialmente le ferrovie e, in misura minore, le autostrade. Come risultato, furono istituiti collegamenti di transito affidabili tra l'estremità settentrionale e meridionale dell'isola, sostenendo la popolazione crescente.

### Ferrovie
Il Ministero delle Ferrovie (predecessore della moderna Amministrazione delle Ferrovie di Taiwan) fu fondato l'8 novembre 1899, dando inizio a un periodo di rapida espansione della rete ferroviaria dell'isola. Forse la più grande realizzazione di quest'era fu il completamento della Linea Occidentale, che collegava le maggiori città lungo il corridoio occidentale nel 1908, riducendo il tempo di viaggio fra la parte settentrionale e meridionale di Taiwan da parecchi giorni ad uno solo.

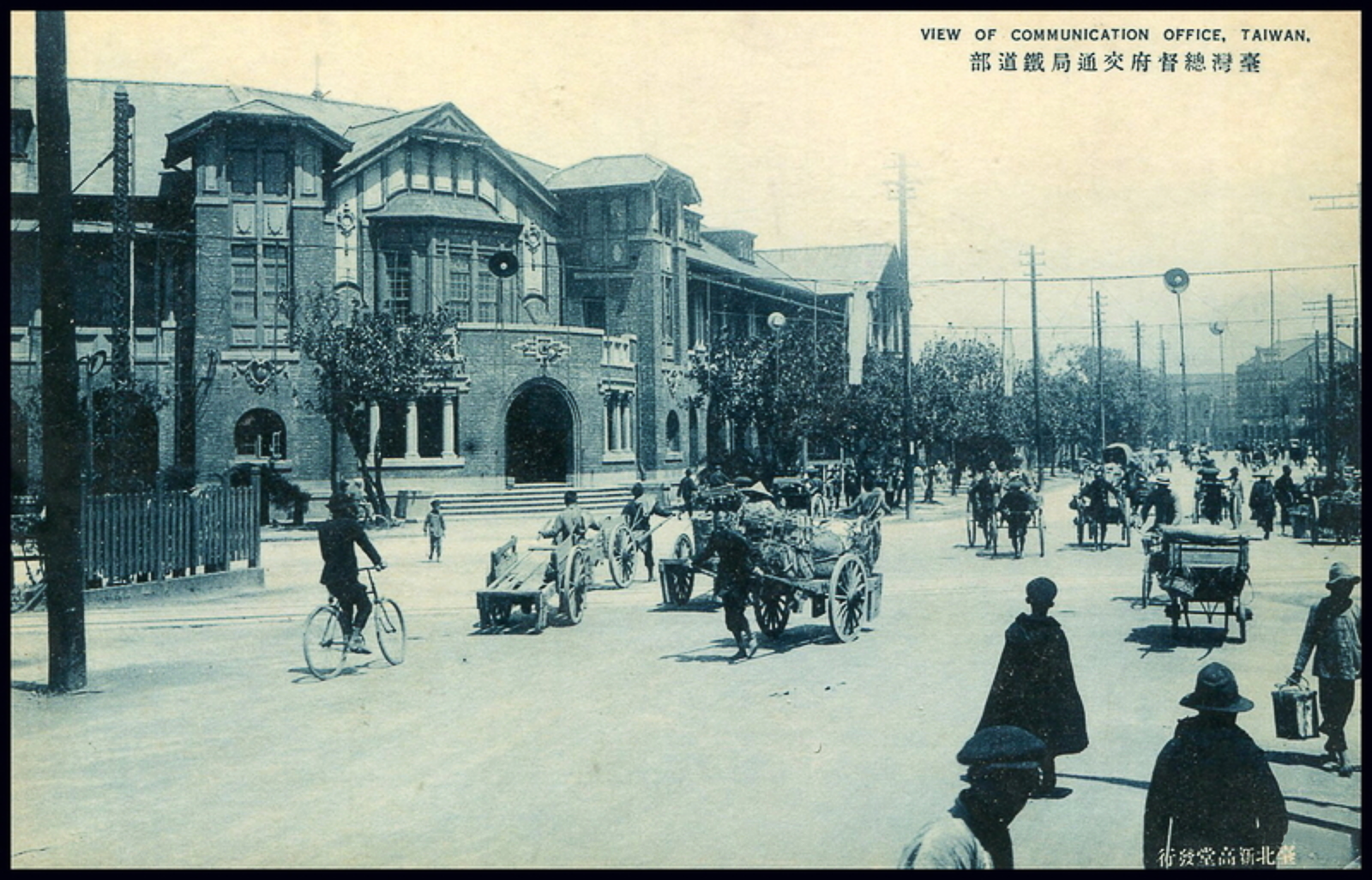
Il palazzo del Ministero delle Ferrovie

Costruite durante quest'epoca furono anche la Linea Tansui (淡水線, oggi la Linea Danshui della Metro di Taipei), la Linea Giran (宜蘭線, Linea Yilan), la Linea Heitō (屏東線, Linea Pingtung) e la Linea Tōkō (東港線, Linea Donggang). Varie linee ferroviarie private furono inoltre incorporate nel sistema di proprietà statale. Furono altresì costruite linee industriali come la Ferrovia della Foresta di Alishan. Furono poi tracciati piani per la Linea di Collegamento Nord (North-Link Line) e la Linea di Collegamento Sud (South-Link Line), nonché per una linea che correva attraverso le montagne di Taiwan, ma non furono mai realizzati a causa delle difficoltà tecniche e dello scoppio della seconda guerra mondiale. Furono infine costruite anche ferrovie private, come le Ferrovie dello Zucchero di Taiwan (Taiwan Sugar Railways) (nate per sostenere l'industria della canna da zucchero).
Come molti altri uffici governativi, il Ministero delle Ferrovie era guidato da tecnocrati. Molte delle ferrovie costruite durante il dominio giapponese continuano ad essere usate ancora oggi.

### Autostrade
In confronto al rapido sviluppo del sistema ferroviario, quello autostradale ricevette molta meno attenzione. Tuttavia, di fronte alla crescente concorrenza delle automobili, il Ministero delle Ferrovie cominciò ad acquistare e confiscare le strade che correvano parallele alle ferrovie.
Il servizio degli autobus era disponibile nelle aree urbane, ma dal momento che le città erano piccole al tempo, essi rimanevano secondari rispetto al servizio ferroviario. La maggior parte dei percorsi degli autobus all'epoca si concentravano sulle stazioni ferroviarie locali.

## Politica sociale

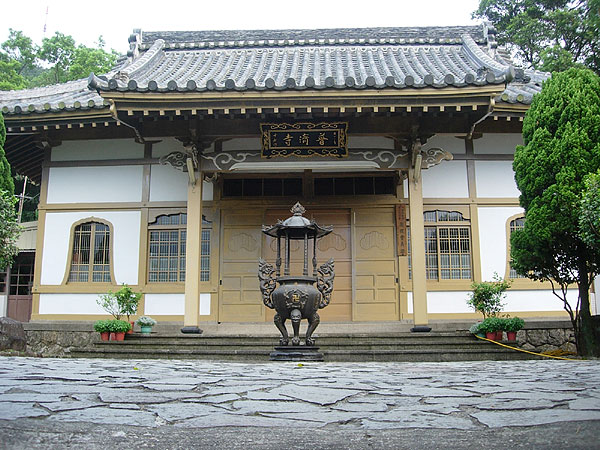
Il Vecchio Tempio di Puji (普濟寺) a Beitou (Taipei). Costruito durante il dominio giapponese.

Sebbene l'idea del "governamento speciale" promossa da Gotō dominasse la maggior parte delle decisioni politiche assunte dalle autorità coloniali, lo scopo ultimo rimaneva la modernizzazione. Sulla base di questi ideali, il governo coloniale, unitamente ai gruppi delle comunità, avrebbe fatto gradualmente pressione per modernizzare la società taiwanese. La spinta principale di questi sforzi ebbe come obiettivo quelle che erano conosciute come le "Tre Cattive Abitudini".

### "Tre Cattive Abitudini"
Le "Tre Cattive Abitudini" (三大陋習) considerate arcaiche e insalubri dall'Ufficio del Governatore generale erano l'uso dell'oppio, la fasciatura dei piedi e il portare i codini nei capelli. Come in gran parte della Cina continentale alla fine del XIX secolo, la dipendenza da oppio era un serio problema sociale a Taiwan, con alcune statistiche che suggerivano che oltre la metà della popolazione di etnia cinese di Taiwan era utilizzatori della droga. La deformazione intenzionale dei piedi femminili attraverso la fasciatura era comune nella società cinese e taiwanese del tempo, e l'acconciatura con il codino portata dalla popolazione maschile era imposta ai Cinesi han dai dominatori manciù della dinastia Qing (Ordine del codino).

#### Oppio
Poco dopo aver acquisito Taiwan nel 1895, l'allora primo ministro Itō Hirobumi ordinò che l'oppio fosse bandito a Taiwan prima possibile. Tuttavia, a causa della pervasività della dipendenza da oppio nella società taiwanese del tempo, e dei problemi sociali ed economici causati dalla completa proibizione, l'iniziale politica della linea dura fu allentata in pochi anni. Il 21 gennaio 1897, il governo coloniale emise l'Editto sull'oppio di Taiwan imponendo un monopolio governativo del commercio dell'oppio, e limitandone la vendita a chi fosse provvisto delle licenze del governo, con il fine ultimo della totale abolizione. Il numero dei dipendenti da oppio a Taiwan calò rapidamente da alcuni milioni a 169.064 nel 1900 (6,3% della popolazione totale del tempo), e a 45.832 (1,3% della popolazione) entro il 1921. Tuttavia, i numeri erano ancora più elevati di quelli nelle nazioni dove l'oppio era completamente proibito. Si credeva generalmente che un importante fattore dietro la riluttanza del governo coloniale a bandire completamente l'oppio fosse il potenziale profitto da realizzare attraverso un monopolio dei narcotici gestito dallo Stato.
Nel 1921, il Partito Popolare Taiwanese accusò le autorità coloniali dinanzi alla Lega delle Nazioni di compiacersi della dipendenza di oltre 40.000 persone, mentre realizzavano un profitto dalle vendite di oppio. Per evitare controversie, il governo coloniale emise il Nuovo Editto sull'oppio di Taiwan il 28 dicembre, ed i relativi dettagli della nuova politica l'8 gennaio dell'anno successivo. In base alle nuove leggi, fu ridotto il numero delle licenze per l'oppio, fu aperta una clinica di riabilitazione a Taipei, e lanciata una campagna concertata contro la droga.

#### Fasciatura dei piedi
La fasciatura dei piedi era una pratica in voga nella Cina della dinastia Ming e Qing. I piedi delle ragazze giovani, di solito all'età di sei anni ma spesso anche prima, erano avvolti in strette bende così che non potessero crescere normalmente, ma si spezzassero e diventassero deformati quando raggiungevano l'età adulta. I piedi rimanevano piccoli e disfunzionali, inclini all'infezione, alla paralisi e all'atrofia muscolare. Sebbene piedi siffatti fossero considerati belli da alcuni, altri consideravano questa pratica come arcaica e barbarica. Di concerto con i capi delle comunità, il governo coloniale lanciò una campagna contro la fasciatura dei piedi nel 1901. La pratica fu formalmente messa al bando nel 1915, con i trasgressori soggetti a pesanti pene. La fasciatura dei piedi a Taiwan in seguito si estinse rapidamente.

#### Codino
Il governo coloniale profuse un impegno relativamente minore per quanto riguarda le acconciature con il codino. Sebbene infatti fossero lanciate campagne contro queste acconciature, non furono però emanati editti o leggi sull'argomento. Con la caduta della dinastia Qing nel 1911, comunque, anche la popolarità del codino diminuì.

### Pianificazione urbana
Il governo coloniale inizialmente si concentrò su bisogni urgenti come le condizioni igieniche e le fortificazioni militari. I piani urbanistici cominciarono ad essere emanati nel 1899, richiedendo una durata quinquennale per la maggior parte delle città di medie e grandi dimensioni. La prima fase della riqualificazione urbanistica si concentrò sulla ostruzione ed il miglioramento delle strade. A Taihoku (Taipei), le vecchie mura della città furono demolite, e fu sviluppata la nuova area di Seimonchō (西門町) (la moderna Ximending) per i nuovi immigranti giapponesi.
La seconda fase dello sviluppo urbanistico iniziò nel 1901, focalizzandosi sulle aree intorno alle Porte Sud ed Est di Taihoku (Taipei) e alle aree intorno alla stazione ferroviaria a Taichū (Taichung). Gli obiettivi primari di miglioramento includevano le strade e i sistemi di scarico, in preparazione per l'arrivo di altri immigranti giapponesi.
Un'altra fase iniziò nell'agosto 1905 e anch'essa incluse Tainan. Verso il 1917, i programmi di riqualificazione urbanistica erano in atto in oltre settanta città grandi e piccole in tutta Taiwan. Molti dei piani urbanistici elaborati durante questi programmi continuano ad essere usati a Taiwan ancora oggi.

### Sanità pubblica
Nei primi anni del dominio giapponese, il governo coloniale ordinò la costruzione di cliniche pubbliche in tutta Taiwan e fece arrivare medici dal Giappone per arrestare la diffusione delle malattie infettive. La mossa ebbe successo nell'eliminare malattie come la malaria, la peste e la tubercolosi dall'isola. Il sistema della sanità pubblica durante tutti gli anni di governo giapponese fu dominato da piccole cliniche locali piuttosto che da grandi ospedali centrali, una situazione che sarebbe rimasta costante a Taiwan fino agli anni 1980.
Il governo coloniale impiegò una grande quantità di sforzi nello sviluppo di un efficace sistema igienico per Taiwan. Esperti britannici furono ingaggiati per progettare sistemi di scarico e sistemi fognari. Anche l'espansione delle strade e dei marciapiedi, come pure i regolamenti edilizi che imponevano finestre che consentivano il ricambio dell'aria, le pulizie obbligatorie dei quartieri e la quarantena dei malati aiutarono a migliorare la sanità pubblica.
L'educazione alla sanità pubblica divenne importante nelle scuole come pure nella tutela della legge. L'Università Imperiale di Taihoku istituì anche un Centro di ricerca di medicina tropicale, e l'addestramento formale per le infermiere.

### Aborigeni
Secondo il censimento del 1905, la popolazione aborigena comprendeva più di 450.000 aborigeni delle pianure (1,53% del totale della popolazione di Taiwan), quasi completamente assimilati nella società dei Cinesi Han, e più di 300.000 aborigeni delle montagne (1,2% della popolazione totale). La politica aborigena giapponese si focalizzò primariamente sul secondo gruppo non assimilato, noto in giapponese come Takasago-zoku (高砂族).
Gli aborigeni erano soggetti a versioni modificate del diritto penale e civile. Come con il resto della popolazione taiwanese, lo scopo ultimo del governo coloniale era di assimilare gli aborigeni nella società giapponese attraverso una duplice politica di repressione ed educazione. L'educazione giapponese degli aborigeni si sviluppò durante la seconda guerra mondiale, nella quale essi si rivelarono i soldati più intrepidi che l'Impero avesse mai prodotto. Il loro leggendario coraggio è celebrato ancora oggi dai veterani giapponesi. Molti di loro dicono di dovere la loro sopravvivenza ai Takasago Hei.

### Religione

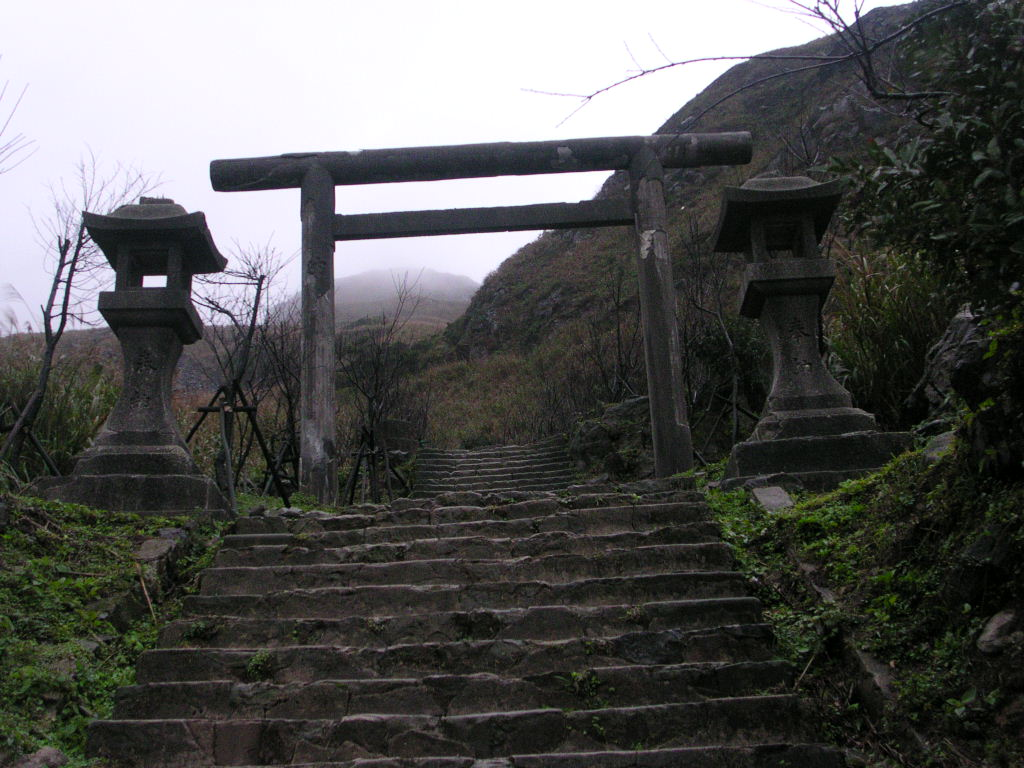
I moderni resti del Santuario di Ōgon (黃金神社), un santuario shintoista localizzato a Jinguashih (金瓜石), Contea di Taipei.

Durante la maggior parte del dominio coloniale giapponese, il governo coloniale scelse di promuovere a Taiwan la religione buddhista esistente rispetto allo shintoismo. Si credeva infatti che, usata correttamente, la religione potesse accelerare l'assimilazione dei Taiwanesi nella società giapponese.
In base a tali circostanze, i templi buddhisti esistenti a Taiwan furono espansi e modificati per accogliere elementi giapponesi della religione, come la venerazione di Kṣitigarbha (al tempo popolare in Giappone ma non a Taiwan). I Giapponesi costruirono anche parecchi nuovi templi buddhisti in tutta Taiwan, molti dei quali finirono per combinare anche aspetti del taoismo e del confucianesimo, una mescolanza che persiste ancora oggi a Taiwan.
Nel 1937 con l'inizio del movimento Kōminka, il governo iniziò la promozione dello shintoismo e la restrizione limitata di altre religioni.

## Cultura
Dopo il 1915, la resistenza armata contro il governo coloniale giapponese cessò quasi completamente. Invece, divennero popolari movimenti sociali spontanei. Il popolo taiwanese organizzò vari moderni circoli politici, culturali e sociali, che favorivano lo sviluppo di una coscienza politica con il chiaro intento di unire persone con sensibilità affini. Questo motivò i Taiwanesi a battersi per gli obiettivi comuni fissati dai movimenti sociali, i quali incoraggiarono anche miglioramenti nella cultura sociale.
Oltre alla letteratura taiwanese, che si collegava ai movimenti sociali del tempo, l'aspetto della cultura occidentale che Taiwan adottò con maggior successo fu quello dell'arte. Molte famose opere d'arte nacquero durante questo tempo.
Per la prima volta a Taiwan, durante questo periodo prevalse la cultura popolare guidata dal cinema, dalla musica popolare e dal teatro dei burattini.

### Letteratura

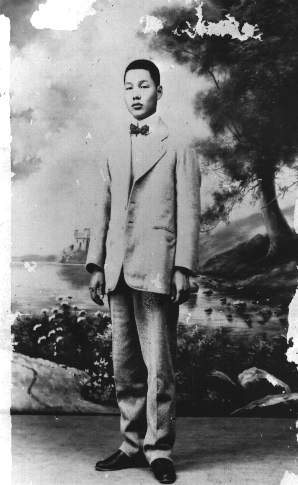
Lai He, padre della nuova letteratura di Taiwan

Nel 1919, alcuni studenti taiwanesi a Tokyo ristrutturarono la Società dell'Illuminismo e fondarono la Nuova Società del Popolo, che fu il preludio di vari movimenti politici e sociali. Molte nuove pubblicazioni, come Taiwanese Literature & Art (Letteratura e Arte Taiwanese, 1934) e New Taiwanese Literature (Nuova Letteratura Taiwanese, 1935), furono iniziate poco dopo. Queste riviste condussero all'avvio del movimento vernacolare a Taiwan in quanto segnarono una rottura dalle forme classiche della poesia antica. Molti studiosi riconoscono le possibili connessioni di questo movimento con il Movimento del 4 maggio 1919 in Cina.
Questi movimenti letterari, a causa della loro evidente carica politica, furono repressi dal governatore giapponese, ma non scomparvero. All'inizio degli anni 1930, si dispiegò formalmente un famoso dibattito sulla lingua rurale taiwanese. Questo ebbe numerosi effetti duraturi sulla letteratura, la lingua e la coscienza razziale taiwanese.
Il primo a introdurre la questione a Tokyo nel 1930 fu il taiwanese Huang Shihui, allora residente in Giappone. Egli sosteneva che la letteratura taiwanese avrebbe dovuto riguardare Taiwan, avere un impatto su un pubblico vasto e usare il taiwanese. Nel 1931, un residente di Taipei di nome Guo Qiusen sostenne in modo significativo il punto di vista di Huang, dando inizio al dibattito vero e proprio sulla lingua rurale taiwanese, che propugnava una letteratura pubblicata in taiwanese. Questa posizione fu immediatamente sostenuta da Lai He, considerato il padre della letteratura taiwanese. Dopo questo, la disputa se la letteratura di Taiwan dovesse usare il taiwanese o il cinese, e se il suo argomento dovesse o no riguardare Taiwan, divenne il centro del nuovo movimento letterario di Taiwan. Tuttavia, a causa della guerra imminente e della pervasiva educazione giapponese, questi dibattiti non si svilupparono ulteriormente. Essi infine persero la presa tra la società sotto la politica di giapponesizzazione fissata dal governo.
Nei due anni dopo il 1934, gli scrittori taiwanesi progressisti si riunirono e fondarono l'Associazione di Letteratura e Arte Taiwanese e la rivista New Taiwanese Literature (Nuova Letteratura Taiwanese). Questo movimento di letteratura e arte, nelle sue implicazioni, era però politico. Dopo l'incidente del ponte di Marco Polo nel 1937, il governo di Taiwan istituì immediatamente la "Mobilitazione generale per lo spirito nazionale", che incominciò formalmente la politica di giapponesizzazione. Gli scrittori taiwanesi poterono allora fare affidamento solo su organizzazioni dominate dagli scrittori giapponesi, ad es. l'Associazione dei Poeti Taiwanesi, fondata nel 1939, e l'Associazione di Letteratura e Arte Taiwanese, espansa nel 1940.
La letteratura taiwanese si concentrava principalmente sullo spirito taiwanese e sull'essenza della cultura taiwanese. Per quanto sembri banale, fu effettivamente una rivoluzione resa possibile dai movimenti politici e sociali. Esponenti della letteratura e delle arti per la prima volta cominciarono a pensare ai problemi della cultura taiwanese e tentarono di fondare una cultura che appartenesse veramente a Taiwan.

### Arte occidentale

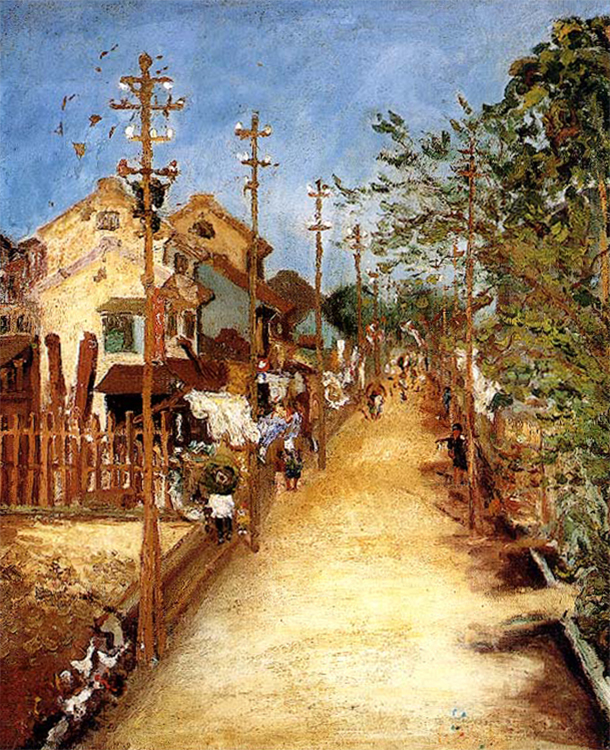
Fuori da Chiayi Street, Chen Chengbo, 1926. Pittura su tela (64x53cm). Selezionata come parte della 7ª Esposizione Imperiale Giapponese

Durante la dinastia Qing, il concetto di arte occidentale non esisteva a Taiwan. La pittura non era un'occupazione molto rispettata, e anche la pittura di paesaggi cinese non era sviluppata. Quando i Giapponesi occuparono Taiwan nel 1895, portarono un nuovo sistema educativo che introdusse l'educazione all'arte giapponese ed occidentale. Ciò non solo pose le basi per il futuro sivluppo dell'apprezzamento dell'arte a Taiwan, ma produsse anche vari famosi artisti. Il pittore e istruttore Ishikawa Kinichiro contribuì personalmente a pianificare la formazione di nuovi insegnanti di arte. Istruì personalmente gli studenti taiwanesi e li incoraggiò a viaggiare in Giappone per apprendere le più sofisticate tecniche dell'arte.
Nel 1926, uno studente taiwanese in Giappone di nome Chen Chengbo pubblicò un'opera intitolata Fuori da Chiayi Street (vedi a sinistra). La sua opera fu selezionata per la mostra nella settima Esposizione Imperiale Giapponese. Questa la prima opera in stile occidentale di un artista taiwanese a essere inclusa in un'esposizione giapponese. Molte altre per furono successivamente presentate nelle Esposizioni Imperiali Giapponesi e in altre esposizioni. Tali successi resero più facile la diffusione delle arti a Taiwan. Ironicamente, il Chen apprezzato dai Giapponesi fu giustiziato dai Cinesi dopo la Seconda guerra mondiale senza processo con l'accusa di essere un "bandito".
Quel che veramente determinò l'affermazione delle arti a Taiwan fu l'introduzione nell'isola delle esposizioni ufficiali giapponesi. Nel 1927, il governatore di Taiwan, unitamente agli artisti Ishikawa Kinichiro, Shiotsuki Toho e Kinoshita Shizukishi fondò l'Esposizione d'Arte Taiwanese. Questa mostra si tenne dieci volte dal 1927 al 1936. Non avvenne nel 1937, a causa della Seconda guerra sino-giapponese. Dopo il 1938, l'esposizione fu tenuta dal governo di Taiwan, e fu rinominata "Esposizione d'Arte del Governo di Taiwan". Dal 1938 al 1945 ebbe luogo sedici volte, coltivando la prima generazione di artisti taiwanesi di stile occidentale. Lo stile artistico regionale taiwanese sviluppato dall'esposizione continuò ad influenzare vari campi, ad es. l'arte, la progettazione artistica e ingegneristica, perfino dopo la guerra.

### Cinema

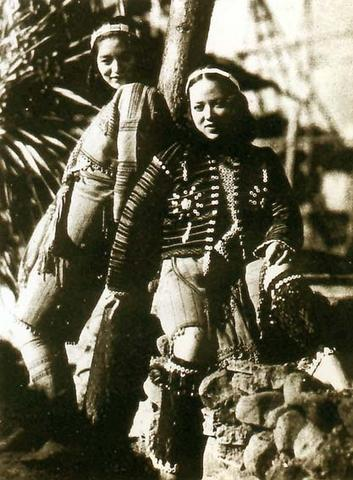
La campana di Sayon, un film giapponese prodotto a Taiwan durante questo periodo.

Dal 1901 al 1937, il cinema taiwanese fu influenzato immensamente dal cinema giapponese. A causa dello status di Taiwan come colonia giapponese, le tradizioni dei film giapponesi furono generalmente accettate dai produttori taiwanesi. Ad esempio, l'uso del benshi (narratore dei film muti), che in Giappone era una componente molto importante dell'esperienza di andare al cinema, fu adottato e rinominato benzi dai Taiwanesi. Questo narratore era molto diverso dal suo equivalente nel mondo occidentale ed evolse rapidamente in uno sistema divistico. Infatti, la gente andava a vedere esattamente lo stesso film narrato però da attori diversi, per sentire l'interpretazione dell'altro benshi. Una storia d'amore poteva diventare una commedia o un dramma, a seconda dello stile e delle capacità del narratore.
Il primo film fatto a Taiwan fu un documentario prodotto nel febbraio 1907 da Takamatsu Toyojiro, con un gruppo di fotografi che viaggiarono attraverso in varie aree di Taiwan. La produzione era intitolata Descrizione di Taiwan, e si occupava di argomenti quali edilizia urbana, elettricità, agricoltura, industria, estrazione mineraria, ferrovie, educazione, paesaggi, tradizioni e conquista degli aborigeni. Il primo dramma cinematografico realizzato da Taiwanesi era intitolato Di chi è la colpa?, nel 1925, prodotto dall'Associazione di ricerca sul cinema taiwanese. Altri tipi di film compresi opere educative, cinegiornali e propaganda contribuirono anch'essi a formare il filone principale delle produzioni cinematografiche locali taiwanesi fino alla sconfitta del Giappone nel 1945. La Campana di Sayon, che raffigurava ua cameriera aborigena che aiutava i Giapponesi, fu una produzione simbolica che rappresenta questo tipo di film.
Nel 1908, Takamatsu Toyojiro si stabilì a Taiwan ed iniziò a costruire sale cinematografiche nelle principali città. Takamatsu firmò inoltre accordi con parecchie società cinematografiche giapponesi e straniere, e avviò la distribuzione istituzionalizzata di film. Nel 1924, le sale di Taiwan importarono dal Giappone la tecnica avanzata degli intertitoli, ed il cinema a Taiwan acquisì maggiore rilievo. Nell'ottobre 1935, si tenne a Taiwan una celebrazione del quarantesimo anniversario dell'annessione. L'anno dopo, Taipei e Fukuoka furono collegate per via aerea. Questi due eventi spinsero il cinema taiwanese nella sua età dell'oro.

### Musica popolare
La musica popolare a Taiwan si affermò negli anni 1930. Sebbene dischi pubblicati e canzoni popolari esistessero già a Taiwan prima degli anni 1930, la qualità e la popolarità della maggior parte di essi era molto scadente. Ciò avveniva principalmente perché le canzoni in voga all'epoca differivano leggermente dalla musica tradizionale come le canzoni folk e l'opera taiwanese. Tuttavia, a causa del rapido sviluppo del cinema e delle trasmissioni radiofoniche durante gli anni trenta, nuove canzoni popolari discostate dalle influenze tradizionali cominciarono ad apparire e si diffusero in un breve periodo di tempo.
La prima importante canzone popolare accettata a Taiwan si collocava nel film cinese Il fiore di pesco piange lacrime di sangue (Tao hua qi xie ji). Prodotto dalle Produzioni Lianhua, Il fiore di pesco piange lacrime di sangue, interpretato da Ruan Lingyu, apparve nelle sale di Taiwan nel 1932. Sperando di attirare più spettatori taiwanesi, i produttori richiesero a Zhan Tianma e Wang Yunfeng di comporre una canzone con lo stesso titolo. La canzone che uscì fu un enorme successo, anche nelle vendite di dischi. Da quel periodo in poi, con l'aiuto del cinema cominciò l'ascesa della musica popolare taiwanese.

### Teatro dei burattini
Molti immigranti di lingua min nan entrarono a Taiwan durante gli anni 1750, e portarono con loro l'antica tradizione del teatro dei burattini. Le storie erano basate principalmente su libri classici e drammi teatrali, ed erano molto raffinate. L'abilità artistica si focalizzava sulla complessità del movimento dei burattini. L'accompagnamento musicale era generalmente musica Nanguan e Beiguan. Secondo le Registrazioni della Provincia di Taiwan, il Nanguan fu la più antica forma di teatro dei burattini a Taiwan. Anche se questo tipo di spettacolo andò fuori moda, si può ancora trovare oggi in alcune compagnie intorno a Taipei.

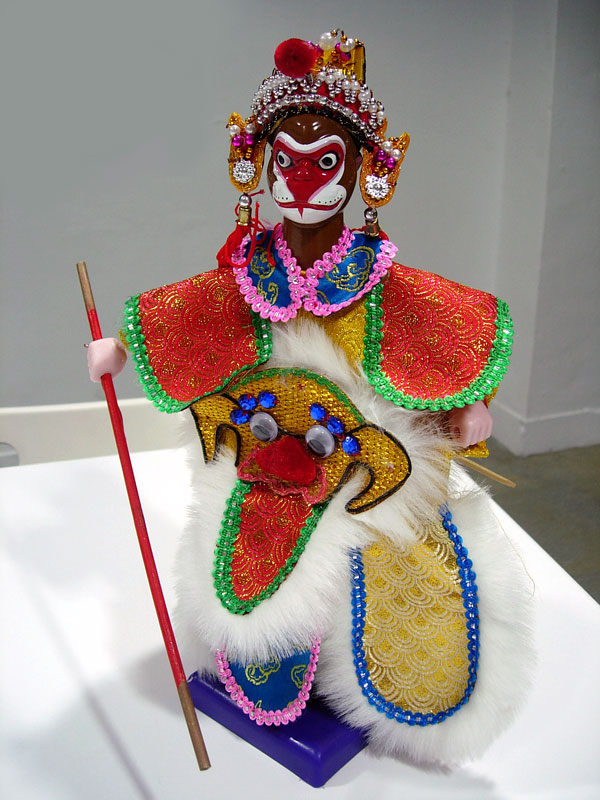
Un importante intrattenimento culturale durante il periodo del dominio giapponese: il teatro dei burattini

Durante gli anni venti, si sviluppò gradualmente il teatro dei burattini wuxia (cioè basato sulle arti marziali). Le storie erano la principale differenza fra il teatro dei burattini tradizionale e quello wuxia. Basati sui nuovi, popolari romanzi wuxia, gli spettacoli si concentravano sulla rappresentazione di straordinarie arti marziali da parte dei burattini. Le figure rappresentative durante quest'era furono Huang Haidai di Wuzhouyuan e Zhong Renxiang di Xinyige. Questo genere di burattini cominciò il suo sviluppo nella città di Huwei e Xiluo nello Yunlin, e fu reso popolare nella Taiwan centro-meridionale. Il teatro dei burattini di Huang Haidai era narrato in min nan, e comprendeva poesie, narrativa storica, distici e indovinelli. La sua rappresentazione mescolava musica Beiguan, Nanguan, Luantan, Zhengyin, Gezai e Chaodiao.
Dopo gli anni trenta, la politica di giapponesizzazione colpì anche il teatro dei burattini. Il tradizionale Beiguan cinese fu proibito, e fu sostituito con musica occidentale. I costumi e i burattini divennero una mescolanza di stile giapponese e cinese. Le opere spesso comprendevano storie giapponesi come il Mitokomon e altre, con i burattini vestiti in abiti giapponesi. Gli spettacoli erano presentati in giapponese. Queste nuove barriere linguistiche e culturali ridussero il gradimento del pubblico, ma introdussero tecniche che successivamente influenzarono il futuro sviluppo del teatro dei burattini della Luce Dorata, comprese le ambientazioni musicali e teatrali.
Durante quest'era, il mondo del teatro dei burattini nella Taiwan meridionale ebbe i Cinque Grandi Pilastri e le Quattro Grandi Celebrità. I "Cinque Grandi Pilastri" si riferivano a Huang Haidai, Zhong Renxiang, Huang Tianquan, Hu Jinzhu e Lu Chongyi; le "Quattro Grandi Celebrità" erano Huang Tianchuan, Lu Chongyi, Li Tuyuan e Zheng Chuanming.

### Baseball
Il baseball fu portato a Taiwan dai Giapponesi. C'erano squadre di baseball nelle scuole elementari come pure nelle scuole pubbliche. Lo sviluppo del gioco a Taiwan culminò con la Kagi Nourin Gakkou (scuola superiore agraria e forestale), nota anche come "Kano", che si classificò al 2º posto nel Koushien Daisai del Giappone (Torneo nazionale di baseball delle scuole superiori). I Giapponesi costruirono anche impianti di baseball a Taiwan, come lo Stadio di Tainan. Divenne uno sport così diffuso che, entro i primi anni trenta, quasi tutte le principali scuole secondarie e un gran numero di scuole primarie avevano fondato squadre di baseball rappresentative. Un lascito visibile comprende oggi giocatori come Chien-Ming Wang dei Nationals, Hong-Chih Kuo dei Dodgers e Chien-Ming Chiang degli Yomiuri Giants in Giappone.

## Restituzione

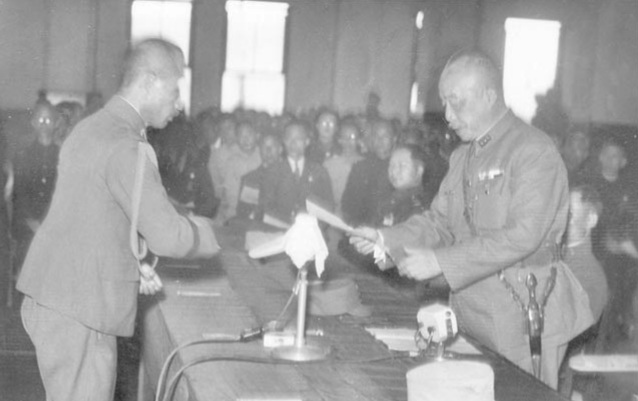
Chen Yi (a destra) che accetta la resa del generale Rikichi Andō (a sinistra), l'ultimo Governatore generale giapponese di Taiwan, nel Municipio di Taipei.

Con la fine della seconda guerra mondiale, Taiwan fu posta sotto il controllo amministrativo della Repubblica di Cina dalla United Nations Relief and Rehabilitation Administration (UNRRA, "Ente delle Nazioni Unite per l'Assistenza e la Ricostruzione") dopo 50 anni di dominio coloniale del Giappone. Chen Yi, l'Amministratore delegato di Taiwan per la RDC, arrivò il 24 ottobre 1945 e ricevette l'ultimo Governatore generale giapponese, Andō Rikichi, il quale firmò il documento di resa il giorno successivo, che fu proclamato da Chen "Giorno della Restituzione". Questo fatto si rivelò però giuridicamente controverso, dal momento che il Giappone non rinunciò alla sua sovranità su Taiwan fino al 28 aprile 1952, con l'entrata in vigore del Trattato di San Francisco, il che complicò ulteriormente lo status politico di Taiwan. Come risultato l'uso del termine "Restituzione di Taiwan" (台灣光復, Táiwān guāngfù) è meno comune nella moderna Taiwan.

### Antefatto
Alla Conferenza del Cairo del 1943, gli Alleati adottarono una dichiarazione che affermava che il Giappone avrebbe rinunciato a Taiwan alla fine della guerra. Nell'aprile del 1944, il governo della RDC nella capitale del tempo di guerra di Chungking fondò il Comitato delle ricerche su Taiwan (台灣調查委員會, Táiwān diàochá wěiyuánhuì) con Chen Yi come presidente. Poco dopo, il comitato riferì i suoi risultati sugli affari economici, politici, sociali e militari di Taiwan al Generalissimo Chiang Kai-shek.
Dopo la guerra, il governo della RDC era diviso al suo interno in merito alla questione dell'amministrazione di Taiwan. Una fazione sosteneva l'idea di trattare Taiwan allo stesso degli altri territori cinesi occupati dai Giapponesi durante la seconda guerra mondiale, creando una Provincia di Taiwan. L'altra fazione sosteneva la proposta di istituire una Regione amministrativa speciale a Taiwan con speciali poteri militari e di polizia. Alla fine, Chiang Kai-shek scelse di accogliere il suggerimento di Chen Yi di creare un "Ufficio dell'Amministratore delegato della Provincia di Taiwan" (台灣省行政長官公署, Táiwān-shěng xíngzhèng zhǎngguān gōngshǔ) per gestire il trasferimento.
Il Giappone si arrese formalmente agli Alleati il 14 agosto 1945. Il 29 agosto, Chiang Kai-shek nominò Chen Yi Amministratore delegato della Provincia di Taiwan, e annunciò la creazione dell'Ufficio dell'Amministratore delegato della Provincia di Taiwan e del Comando della Guarnigione di Taiwan il 1º settembre, con Chen Yi che rivestiva anche la carica di comandante di quest'ultimo organismo. Dopo vari giorni di preparativi, un gruppo avanzato si trasferì a Taipei il 5 ottobre, mentre altro personale arrivò da Shanghai e Chungking fra il 5 e il 24 ottobre.

### Cerimonia di resa
La resa formale ebbe luogo il 25 ottobre 1945 nel Municipio di Taipei (l'odierno Zhongshan). L'Ufficio del Governatore generale di Taiwan si arrese formalmente a Chen Yi, che rappresentava il Comandante in capo del Teatro cinese. Lo stesso giorno, cominciò a funzionare l'Ufficio dell'Amministratore delegato dal palazzo che ora ospita lo Yuan Esecutivo della RDC.